# Бунида, Райан
Райан Бунида (нидерл. Rayane Bounida; родился 3 марта 2006) — бельгийский футболист, атакующий полузащитник нидерландского клуба «Аякс».

## Клубная карьера
Выступал за юношеские команды бельгийских клубов «Ауд-Хеверле Лёвен» и «Андерлехт». В 2022 году присоединился к футбольной академии нидерландского клуба «Аякс». 16 февраля 2025 года дебютировал в основном составе «Аякса», выйдя на замену в матче Эредивизи против клуба «Хераклес».

## Карьера в сборной
Выступал за сборные Бельгии до 16, до 17 и до 18 лет и до 19 лет.